# Parlamentní volby v Gabonu v roce 2006
Parlamentní volby v Gabonu se konaly dne 17. prosince 2006. Hlasování v sedmi obvodech se konalo až 24. prosince 2006 kvůli logistickým problémům. Vládnoucí Gabonská demokratická strana (PDG) ve volbách podle oficiálních výsledků získala 82 mandátů, další strany podporující režim prezidenta Omara Bonga získaly 17 mandátů. Z nichž Národní shromáždění dřevorubců vedené Paulem Mbou Abessolem získalo sedm křesel, avšak Mba Abessole svůj mandát v Národním shromáždění ztratil, když byl poražen předsedou vlády Jeanem Eyeghe Ndongem. Opoziční strany získaly také 17 mandátů. Z nich nejúspěšnější byla Gabonská lidová unie s osmi získanými křesly. Nezávislí obsadili čtyři křesla v Národním shromáždění.

## Volební výsledky
| Politická strana                                       | Hlasy | % | Mandáty | */- |
| ------------------------------------------------------ | ----- | - | ------- | --- |
| Gabonská demokratická strana                           |       |   | 82      | ▼4  |
| Národní shromáždění dřevorubců – Shromáždění pro Gabon |       |   | 8       | -   |
| Gabonská lidová unie                                   |       |   | 8       | ▲8  |
| Gabonská unie pro demokracii a rozvoj                  |       |   | 4       | -   |
| Demokratická a republikánská aliance                   |       |   | 3       | -   |
| Kruh liberálních reformátorů                           |       |   | 2       | -   |
| Gabonská pokroková strana                              |       |   | 2       | ▼1  |
| Sociálně demokratická strana                           |       |   | 2       | ▲1  |
| Africké rozvojové hnutí                                |       |   | 1       | -   |
| Africké fórum pro obnovu                               |       |   | 1       | ▲1  |
| Kongres pro demokracii a spravedlnost                  |       |   | 1       | -   |
| Národní shromáždění dřevorubců – Demokraté             |       |   | 1       | -   |
| Shromáždění republikánských demokratů                  |       |   | 1       | -   |
| Nezávislí                                              |       |   | 4       | ▼8  |
| Celkem                                                 |       |   | 120     |     |

## Situace po volbách
Ve dvaceti volebních obvodech byly výsledky zrušeny Ústavním soudem kvůli problémům s podvody a logistikou a volby se v těchto obvodech opakovaly 10. června 2007.